# Haight-Ashbury
Haight-Ashbury è un quartiere di San Francisco, in California. È anche chiamato Upper Haight.  Il nome ha origine dall'intersezione tra Haight Street e Ashbury Street. Le strade in questione sono state intitolate a Henry Huntly Haight, Governatore della California nel 1870, e ad uno dei consiglieri della città in quel periodo, Munroe Ashbury; entrambi infatti hanno svolto un ruolo importante per la crescita del quartiere.
Il quartiere di Haight-Ashbury è stato uno dei centri del movimento hippie.
La cultura hippie, tuttavia, è ancora presente, testimoniata dalle numerose luci psichedeliche che di sera illuminano le strade.